# Trojany (Mazovské vojvodství)
Trojany je vesnice v Polsku v okrese Wołomin Mazovského vojvodství.
Vlastní vesnice Trojany čítá 490 obyvatel.